# Henry Ginsburg
Henry Ginsburg (* 5. November 1940 in New York; † 29. März 2007 in London) war Kurator für südostasiatische Manuskripte an der British Library und der führende Experte für thailändische Literatur.

## Leben
Henry Ginsburg war das Kind der prominenten Kunsthändler Benjamin und Cora Ginsburg in New York, die russisch-jüdischer Abstammung waren. Schon in seiner Jugend war Henry ein versierter Pianist, der sogar mit dem Gedanken spielen konnte, dieses Fach professionell zu betreiben.
Nach dem Besuch der Tanytown High School in New York studierte Ginsburg Russisch an der Columbia-Universität und diente anschließend am American Peace Corps in Thailand. Hier lehrte er die englische Sprache in Chachoengsao, in der Nähe von Bangkok. Er verliebte sich in dieses Land und seine Kultur, was dazu führte, dass er der Musikerkarriere den Rücken kehrte und ein Doktoratsstudium der thailändischen Literatur an der School of Oriental and African Studies in London aufnahm.
1967 zog er nach Großbritannien und arbeitete am Britischen Museum als Assistent für die Sammlung thailändischer Literatur. Als die British Library 1973 eine unabhängige Einrichtung wurde, ernannte man Ginsburg zum Kurator der thailändischen und kambodschanischen Sammlungen. Sein Teilzeit-Vertrag ließ ihm dabei genügend Zeit zur Verfolgung eigener Forschung und – in geringerem Maße – zur Sammlung und zum Handel thailändischer und europäischer Manuskripte und Stoffe. In den siebziger Jahren lehrte er auch an der University of California, Berkeley.
Im Juli 2006 wurde Ginsburg britischer Staatsbürger, ohne seinen US-amerikanischen Pass abzugeben.

## Werk
Ginsburg verfasste das erste westliche Werk über die Malerei in der thailändischen Literatur (Thai Manuscript Painting, 1989), die vorher nur wenig untersucht worden war. Teile der Sammlung der Britischen Bibliothek wurden 1996 in Bangkok im Thailand Kulturzentrum ausgestellt und später von Ginsburg in seinem Werk Thai Art and Culture : historic manuscripts from Western collections (2000) beschrieben.